# Marie-Thérèse d'Autriche (série télévisée)
Ne doit pas être confondu avec Maria Theresia (film).
Pour les articles homonymes, voir Marie-Thérèse d'Autriche.
Marie-Thérèse d'Autriche est une minisérie internationale réalisée par Robert Dornhelm, coproduite par l'Autriche (ORF, MR Film, BETA Film), la République tchèque (Česká televize), la Hongrie (MTVA) et la Slovaquie (RTVS), présentant de façon légèrement romancée la vie de l'archiduchesse Marie-Thérèse d'Autriche, de la fin de l'adolescence à ses premières années de règne marquées par le début de la guerre de Succession d'Autriche.
La saison 1, composée de deux épisodes de cent minutes, a été présentée en avant-première le 11 décembre 2017 au palais Esterházy à Eisenstadt, dans le Burgenland et a été diffusée les 27 et 28 décembre 2017 sur la 2e chaîne de la radio-télévision autrichienne (ORF 2). Les deux épisodes de la saison 2, d'un format identique ont été réalisés en 2019 et diffusés les 27 et 28 décembre 2019 sur la même chaîne.
Dans la saison 1, le rôle de Marie-Thérèse est tenu par Marie-Luise Stockinger et dans la saison suivante, il l'est par Stefanie Reinsperger. C'est l'acteur tchèque Vojtěch Kotek qui incarne François Étienne de Lorraine, son époux.
La saison 1 de la série est diffusée en France par Arte le 28 décembre 2018, puis l'intégrale les 8 et 9 avril 2020, et à nouveau en décembre 2020. Une rediffusion est effectuée en décembre 2021 puis en juin 2023.

## Synopsis

### Épisode 1
L’action débute à Prague en 1723. Marie-Thérèse a 6 ans et son destin est tout tracé : elle épousera François Étienne de Lorraine et aura de nombreux enfants avec lui. Pendant ce temps, son père, l’archiduc et empereur du Saint-Empire Charles VI, ainsi que la cour de Vienne, attendent un héritier mâle qui leur manque. En cette absence, pour conserver l’empire à sa descendance au détriment des branches cadettes, Charles VI dès le 19 avril 1713 eut l'idée de publier un édit, la Pragmatique Sanction qui donne la priorité aux filles issues de la branche aînée de la maison de Habsbourg sur toutes les autres branches, dans l'ordre de succession à la tête des territoires héréditaires des Habsbourg. Ensuite, Charles VI commença à passer le reste de son règne à négocier avec les grandes puissances européennes, ainsi qu’avec les familles nobles de son propre pays, pour s’assurer qu’elles reconnaitraient et respecteraient ladite Pragmatique Sanction. La naissance d’un héritier mâle réglerait bien sûr la question, rendant inutiles ces coûteuses démarches…
Le scénario transporte rapidement le spectateur neuf ans plus tard, en 1732 : non seulement l'héritier tant attendu n’est toujours pas né, mais encore le médecin de la cour annonce à Charles VI que son épouse a maintenant passé l’âge de procréer : elle est désormais âgée de 41 ans. Entretemps Marie-Thérèse, jeune fille très éveillée et curieuse de tout, est tombée complètement amoureuse de son promis, François Étienne, héritier du duché de Lorraine et de Bar, que son père a justement envoyé compléter son éducation à la cour de Vienne. 
Mais alors que Charles VI demande à son conseiller, le prince Eugène de Savoie, d'entamer les négociations de mariage prévues de longue date avec la Lorraine, celui-ci lui fait part de ses doutes. Ce fin stratège et habile diplomate pense qu’il faut désormais un homme fort pour diriger l’Empire autrichien et surtout qu’une alliance avec la Prusse, puissance militaire importante en pleine ascension, permettrait d’éviter les guerres austro-prussiennes qui menacent. Il entame de son propre chef des négociations avec Friedrich Wilhelm von Grumbkow, un personnage trouble et corrompu, qui représente la Prusse à la cour, et qui se propose comme intermédiaire pour marier Marie-Thérèse à Frédéric, prince héritier du royaume de Prusse. Il propose également la sœur cadette de Marie-Thérèse, Marie-Anne d’Autriche, comme épouse à François Étienne lequel semble résigné à accepter la situation. Cependant, Marie-Thérèse veut absolument épouser François-Étienne, et compte bien régner elle-même et non par personne interposée. Elle convainc le professeur Gottfried Philipp Spannagel de lui donner, en cachette, une éducation approfondie afin de la préparer à son éventuel règne, ce que le comte hongrois Nicolas Ier Joseph Esterházy découvre par hasard et rend public. 
Spannagel est alors jeté en prison, tandis que le confesseur de l’archiduc suggère que Marie-Thérèse soit envoyée dans un couvent. Mais Marie-Thérèse, qui a déjà fait échouer le projet de mariage prussien, réussit à convaincre son père et son conseil privé que si François-Étienne renonçait à son duché de Lorraine en faveur de la France, celle-ci pourrait en échange signer la reconnaissance de la Pragmatique Sanction. François-Étienne épouserait alors Marie-Thérèse tout en recevant le grand-duché de Toscane en compensation de son sacrifice de la Lorraine. 
Attaché à sa patrie lorraine, et influencé par sa mère Élisabeth-Charlotte d'Orléans, François-Étienne rejette d'abord la proposition. Toutefois la diplomatie prussienne s’emploie à faire aboutir le projet de mariage par l’entremise de l’entreprenant von Grumbkow. En effet, maintenant que son prince héritier Frédéric est marié, la Prusse souhaite qu’un prince a priori faible et inoffensif soit placé à la tête de l’Autriche. Par les insinuations de Grumbkow, Marie-Thérèse comprend que le prince Eugène avait un intérêt personnel à l’alliance matrimoniale entre la Prusse et l’Autriche, et donc qu’il avait cherché à la « vendre ». Elle lui fait une scène alors qu’il est sur son lit de mort. Celui-ci trouve la force de lui recommander le diplomate Philipp Joseph Kinsky (de) comme conseiller et son successeur. Marie-Thérèse en conçoit un fort a priori négatif à l’égard du comte Kinsky. 
Malgré les menaces de sa mère et après une discussion politico-diplomatique avec  Spannagel, François-Étienne accepte finalement la main de Marie-Thérèse lors d’un dîner formel à la cour. Toujours très « brut de décoffrage », le comte Kinsky ne semble pas partager l’enthousiasme général. On apprend au même moment la nouvelle du décès du prince Eugène. Follement heureux, François-Étienne et Marie-Thérèse sont mariés avec toute la pompe dont est capable l’empire autrichien. Marie-Thérèse donne bientôt naissance à une première fille puis à une deuxième, provoquant des railleries à la cour car, décidément, la dynastie est bien avare de progéniture mâle. Afin d'échapper à la cour, François-Étienne et Marie-Thérèse partent sur leurs terres en Toscane. Là, François-Étienne, très sensible aux progrès techniques et aux questions économiques, projette de construire une manufacture mécanisée de coton sur le modèle anglais et convainc des investisseurs. Sur ces entrefaites, le comte Kinsky paraît. Il leur apporte la nouvelle que Charles VI a subi un grave accident de chasse, à la suite duquel il est décédé.

### Épisode 2
Dès l’annonce de la mort de Charles VI, Marie-Thérèse et François-Étienne reviennent à la cour de Vienne avec leur troisième enfant - encore une fille – car Marie-Thérèse doit succéder à son père au plus vite, d’autant plus que le pays est en situation de faiblesse. Lors de ce voyage, elle se rend compte de la très grande misère qui règne dans les provinces de son empire. François-Étienne, tenu à l’écart des décisions politiques, s’adonne à quelques frivolités avec les dames de la cour, parmi lesquelles la belle Elisa Fritz, mais il développe aussi les manufactures et le commerce du coton et de la soie. Marie-Thérèse aurait voulu que son mari prenne le commandement de l’armée mais François-Étienne rejette vivement cette idée.
La situation de l’empire est critique et requiert toute l’attention de sa jeune et belle souveraine de seulement 23 ans. L’Autriche est ruinée par ses guerres (victorieuses) contre les Turcs et son armée manque de tout. Plusieurs princes européens revendiquent certaines des terres héréditaires des Habsbourg et même la primauté au sein du Saint-Empire romain germanique, dévolue aux Habsbourg depuis plusieurs siècles. De plus, en ce moment clé de la succession de Charles VI, il n'est pas certain que la pragmatique sanction soit acceptée par tous malgré les engagements pris. La Prusse a d’ailleurs envahi par surprise la Silésie, la plus riche province de l’empire autrichien, et des menaces d’invasion se précisent au sud et à l'ouest. Le Prussien von Grumbkow reste à la cour de Vienne et se met ostensiblement au service de l’Autriche. En raison de ses bons conseils passés, Marie-Thérèse le fait entrer dans son conseil privé. Elle se résout aussi à faire du comte Kinsky, qu'elle avait auparavant haï à cause de sa proximité avec le défunt prince Eugène, son conseiller politique. Celui-ci lui recommande instamment de solliciter le soutien du comte Nicolas Ier Joseph Esterházy, afin d’obtenir une levée de troupes hongroises. Elle rejette d'abord cette idée à cause de la trahison personnelle d'Esterhazy qui l’avait dénoncée alors qu'elle étudiait secrètement la politique et l'histoire.
Frédéric II de Prusse propose à Marie-Thérèse de soutenir la candidature de François-Étienne dans la prochaine élection de l'empereur romain germanique, en échange de la cession de la Silésie. Malgré la situation difficile de son armée, Marie-Thérèse rejette l'offre de Frédéric. Entre-temps, elle apprend que von Grumbkow a été arrêté à la frontière prussienne porteur de documents secrets et exécuté pour trahison. 
Apprenant que les troupes prussiennes sont acclamées par les populations de Silésie, Marie-Thérèse tente de soulager la faim de ses soldats afin d'accroître leur motivation mais les difficultés s’accumulent. Les Prussiens entrent en Bohême. L’électorat de Bavière déclare la guerre à l'Autriche, et la France, qui s’est alliée à la Prusse, envahit la Bohême par le sud. La noblesse fuit Vienne menacée où de nombreux bals ont été annulés. L’une des filles de Marie-Thérèse, la princesse Marie-Caroline d'Autriche, attrape la variole, dont elle meurt. François-Étienne se sent exclu de la vie de Marie-Thérèse et s’éloigne de sa femme. Sur les conseils de sa mère, Marie-Thérèse parvient à un pacte avec Elisa Fritz, qui jusqu'alors tournait beaucoup autour de François-Étienne, et en fait une amie et un fidèle soutien qui parvient à persuader la noblesse de revenir à la cour de Vienne et à orienter l'humeur de la cour en sa faveur. Un armistice est obtenu des Prussiens, qui leur abandonne les territoires envahis mais permet de gagner du temps. Entre-temps, le descendant mâle tant attendu est né (quatrième enfant du couple impérial, il succédera plus tard à sa mère sous le nom de Joseph II d'Autriche).
Marie-Thérèse tente de remonter le moral de ses troupes toujours aussi démunies et mal équipées avec le soutien de l’Église et leur promet de meilleurs équipements et rations. Elle se résout à rechercher le soutien des Hongrois. Le comte Nicolas Esterházy lui offre cette possibilité, mais il veut aussi gagner son cœur. François Étienne est jaloux, et, une rumeur circule à la cour, selon laquelle le pape est prêt à annuler son mariage. Finalement, Esterházy renonce à séduire Marie-Thérèse qu’il a pourtant assiégée avec ardeur, car il comprend qu'elle ne lui cèderait que par sens du devoir envers son pays. Devant la Diète de Hongrie réunie au château de Presbourg, elle gagne les cœurs en se présentant son enfant dans les bras comme une mère et une épouse sans défense, faisant appel à l’esprit chevaleresque et au courage des Hongrois pour la défendre. Esterházy fend la foule pour lui apporter en premier son soutien et l’ensemble de l’assemblée l’acclame. Elle obtient la promesse d’une armée de 60 000 soldats, et elle est couronnée roi de Hongrie (titre qui lui est accordé bien qu’elle soit une femme). L’épisode 2 (et la saison 1) s’achève peu après ce couronnement du 25 juin 1741 à Presbourg (Bratislava) et sur l’installation définitive de Marie-Thérèse sur les trônes de l’Autriche et de la Hongrie.

### Épisode 3

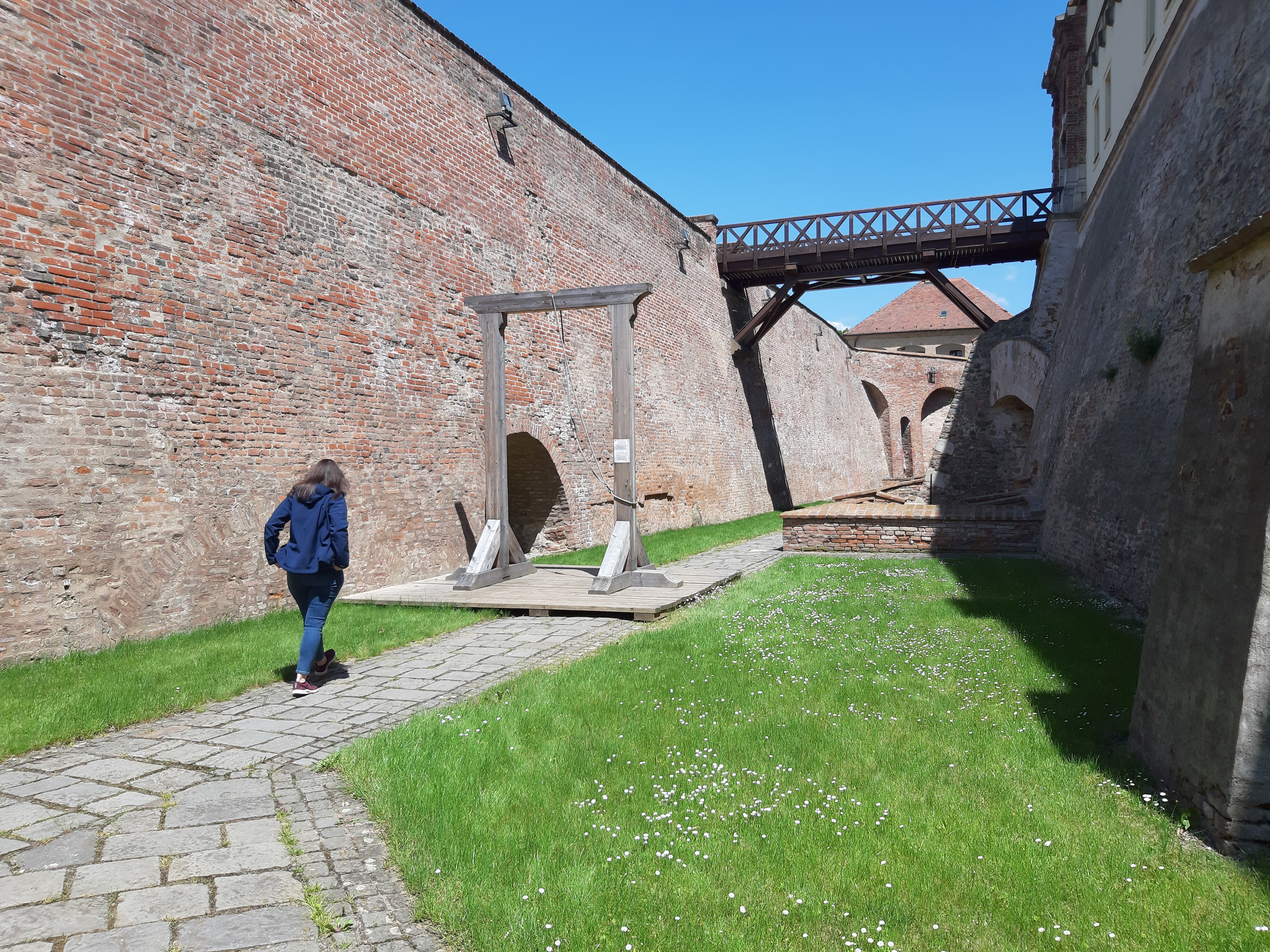
Une partie de la série a également été tournée sur Špilberk. La potence, utilisée dans la série, est restée ici (juin 2021).

Après la défaite autrichienne dans la première guerre de Silésie face à  la Prusse, l'armistice ne semble pas devoir durer bien longtemps. La monarchie des Habsbourg est environnée d’ennemis qui n’ont pas renoncé à se tailler un morceau de son territoire.  François Étienne fait en secret des affaires avec la Prusse depuis sa résidence viennoise, le palais Lamberg (de), vendant entre autres à l’ennemi uniformes et tentes à partir de ses usines textiles, mais il investit les bénéfices de ce commerce dans l’équipement de l’armée autrichienne. 
Marie-Thérèse paye dans sa vie privée le prix de son accaparement par les affaires de l'État, car son mari François Étienne fréquente d'autres femmes. Il n’est plus présent lors des naissances de ses enfants comme au début de leur vie de couple (il est vrai qu’ils en auront 16). Elle l’accuse aussi d’organiser à Vienne des casinos, jeux de hasard immoraux, alors que la guerre est en train de se perdre. François Étienne lui objecte que les revenus de son jeu immoral financent sa guerre morale. 
Marie-Thérèse découvre que sa belle-mère Élisabeth-Charlotte d'Orléans venue séjourner à Vienne avec son fils Charles Alexandre de Lorraine, fait passer des informations stratégiques au roi de France, ce dont les armées françaises profitent largement pour pénétrer en Autriche et aller jusqu’à Prague, qu’elles prennent. Après avoir supporté quelque temps sa belle-mère, et tenté de lui faire passer de fausses informations, Marie-Thérèse la fera bientôt quitter sa cour.  Toutefois Charles-Alexandre de Lorraine et Marie-Anne d'Autriche sont entretemps tombés amoureux, et la proposition de mariage de Charles-Alexandre est rapidement acceptée car elle fait entrer un valeureux officier dans la maison Habsbourg. Il commandera bientôt l'armée autrichienne, quoi qu'en pense sa mère. 
Marie-Thérèse est à nouveau en difficulté sur le plan politique et militaire, elle se sent de plus abandonnée, et devient jalouse et méfiante. Contre l'avis de ses conseillers, elle recherche et obtient le soutien militaire de Franz de Trenck, qui est un soudard ruiné, aussi connu pour son audace que pour sa violence et sa cruauté. Il promet de reconquérir ses terres bavaroises des Habsbourg et de rapporter comme trophée l' « œuf de Nuremberg (de) » (une très ancienne horloge de poche, ancêtre des montres de gousset). Dans une situation désespérée, Marie-Thérèse fait confiance au peu recommandable baron malgré ses valeurs et sa morale aux antipodes des siennes. Celui-ci recrute à ses frais une troupe d’irréguliers serbes et croates, les pandoures, qui se paient par le pillage des territoires conquis. Maire-Thérèse reçoit bientôt des nouvelles favorables du front : Trenck marche sur Munich, mais elle reçoit également des rapports sur les pillages et les massacres qu'il commet. Il ne s’encombre pas de prisonniers, qui pourraient pourtant être échangés contre des nobles de l’armée autrichienne capturés, mais les fait exécuter immédiatement en violation des règles de la guerre. Ayant vaincu les Bavarois, Trenck fait parvenir l'œuf de Nuremberg à Marie-Thérèse. Cette dernière le soutient malgré sa brutalité manifeste et s'attire la désaffection de la Cour.

### Épisode 4
Malgré les succès militaires de Trenck, Marie-Thérèse est confrontée à l’horreur de ses crimes, notamment les viols et massacres de civils commis par ses pandoures et elle doit le traduire en justice. Désormais, la morale est son mot d’ordre et elle fait mettre en place des commissions de chasteté (de), dirigées par le confesseur de la cour, le Père Johannes, pour débarrasser Vienne de ses nombreuses prostituées, qui sont massivement déportées vers le Banat. 
Sur ordre du nonce apostolique, le Père Johannes fait également surveiller le Palais Lamberg où François Étienne est soupçonné de réunir une loge maçonnique dont il serait le Grand Maître. En outre, il est soupçonné d’y faire des affaires avec les pays protestants, au grand dam de l'Église catholique. Marie-Thérèse prescrit un catholicisme strict pour son entourage, et sa police prend des mesures contre le jeu et la prostitution. C’est pour elle une façon de punir son mari, ou de le ramener à elle. 
Le père Johannes transmet à Marie-Thérèse, lors de sa confession, la liste de 12 femmes qui rendent régulièrement visite au Palais Lamberg, suggérant que François Étienne y vit dans la luxure. Marie-Thérèse, qui relève de couches, affronte son mari et lui suggère une séparation de corps, mais il lui confie alors qu'il est Grand Maître dans la franc-maçonnerie et que les femmes dont les espions des jésuites ont établi la liste, sont pour la plupart les épouses de banquiers étrangers pour qui il était trop dangereux de s'afficher comme rencontrant le co-régent en personne et qui envoyaient leurs épouses porter des messages à leur place. Il ajoute qu'il continue à verser ses bénéfices au trésor impérial pour contribuer au financement de la guerre.
Trenck est traduit devant la Cour impériale pour meurtre de nobles, dissimulation de butin, collusion avec l'ennemi, acceptation de pots-de-vin, viol et pillage. Marie-Thérèse apprend plus tard par le père Johannes qu'il est mort. Il avait rédigé son testament en prison, puis avait convoqué un prêtre et s'était confessé. Il lui a dit qu'il mourrait le lendemain à midi. Dans une lettre à Marie-Thérèse, Trenck écrit qu'il n'a pas de regrets et qu'il a pleinement vécu dans la lutte, mais qu'il ne veut pas vivre en prison.
Marie-Thérèse fait une tournée auprès de ses armées pour entretenir leur moral et juger de leur préparation, qui reste perfectible, d’autant plus que le patchwork culturel dans l’empire fait qu’il est parfois difficile de commander des troupes qui ne parlent pas les mêmes langues. Cette tournée est aussi l’occasion pour Marie-Thérèse de succomber au charme d’un galant capitaine de cavalerie dont les appartements sont proches des siens, et pour la première fois, d’être infidèle à son mari, ce dont elle conçoit une vive culpabilité. Pendant ce temps, les inquisiteurs espagnols accusent les amis de François Étienne de sodomie et de satanisme, et ont exigé contre eux la peine de mort sur le bûcher, bien que ce supplice ait été aboli depuis plus d’un siècle en Autriche. François Étienne, qui ne manque pas d’argent, a pu faciliter le passage de ses amis à l’étranger. À leur place, ce sont des mannequins qui seront brûlés, et l'église les excommuniera. Après cette conversation, Marie-Thérèse promet de retirer certaines des mesures qu'elle avait promulguées sous l'influence du père Johannes. Après que Marie-Thérèse et François-Étienne se soient rapprochés, Marie-Thérèse avoue à sa jeune sœur Marie-Anne qu'elle est enceinte à la suite de son aventure. Lors d'une confession, le père Johannes, qui est déjà soupçonneux, arrache ce secret à cette dernière. 
Marie-Anne est alors envoyée aux Pays-Bas autrichiens pour en prendre la régence, ce qui est aussi, clairement, un exil.
Le père Johannes devient membre permanent du Conseil de guerre et aumônier général de l'armée des Habsbourg alors que François Étienne avait reçu la promesse de Marie-Thérèse qu’elle mettrait un terme à ses ambitions. Marie-Thérèse comptait ainsi l’éloigner des affaires viennoises, mais les interventions nombreuses et maladroites de l’ecclésiastique dans le conseil de guerre où il vient d’entrer le font détester. Au cours d'une réunion du conseil de guerre où s'illustre le père Johannes, Marie-Thérèse reçoit une lettre de sa sœur Marie-Anne qui lui apprend que sa fille est née sans vie et qu’elle-même sera bientôt morte car ses forces l’abandonnent après cet accouchement. Dans cette lettre, Marie-Anne accuse Dieu et l'Église, et dit qu’elle a perdu la foi. Le père Johannes profère que la princesse Marie-Anne s’expose à la damnation éternelle. Aussitôt, Marie-Thérèse lui retire toutes ses responsabilités officielles.
Après que les troupes de Marie-Thérèse ont réussi à reprendre Prague aux Français, les domaines de Bohême jurent allégeance à Marie-Thérèse, et Marie-Thérèse doit être couronnée reine de Bohême. Le père Johannes doit prononcer à cette occasion ce qui sera son dernier sermon à la cour, lequel promet d’être vengeur. Mais le nonce apostolique arrive et se joint à cette messe de manière inattendue. Écartant le père Johannes au dernier moment, il prêche à sa place et prend publiquement le parti de Marie-Thérèse à laquelle il assure le soutien du Saint-Siège. Au cours d’une explication orageuse qui s’ensuit, le nonce apostolique explique au père Johannes que les vrais intérêts de l’Èglise ne sont pas dans sa croisade morale mais dans le soutien aux Habsbourg, puis il lui retire tous ses titres ecclésiastiques et le condamne à rentrer dans un couvent comme simple frère convers. Lors de son départ de Vienne, le nonce fait allusion devant Marie-Thérèse au généreux soutien financier de François-Étienne, et au fait que, sans lui, il n’aurait pas pu être présent à la cérémonie.
L’épisode 4, et la saison 2, se termine sur l’image des deux époux à nouveau réunis et heureux.

### Épisode 5
Cet épisode couvre les 20 dernières années de sa vie, en mettant l'accent sur la politique du mariage.

## Erreurs historiques
Beaucoup de détails historiques sont très soignés. Les personnages, même secondaires, ont existé et sont bien documentés comme par exemple le docteur Gerard van Swieten (1700-1772), catholique néerlandais qui devient le médecin personnel et le conseiller très écouté de la souveraine. La série se veut toutefois avant tout populaire et comporte notamment les erreurs relevées ci-dessous. 

### Saison 1 (épisodes 1 et 2)
Le maréchal prussien Grumbkow n'a pas été exécuté, mais est mort de mort naturelle.

### Saison 2 (épisodes 3 et 4)
1. La chronologie est un peu bousculée par le scénario : la reprise de Prague par les Autrichiens a eu lieu en décembre 1742, or le scénario fait mourir le baron Franz de Trenck avant cet événement. Le baron s'est réellement suicidé en prison, mais seulement en 1749, après avoir été condamné en 1745 pour l'absence de ses troupes parties piller le camp prussien au cours de la bataille de Soor. Entre-temps, il s'est évadé et réfugié aux Pays-Bas avant d'être repris et ramené à Vienne.
2. On peut aussi s'étonner de l'embonpoint conféré à Marie-Thérèse dans la saison 2, en liaison avec le choix d'une nouvelle actrice, alors qu'il ne s'écoule que quelques semaines entre la fin de la saison 1 et le début de la saison 2. En effet, la saison 1 traite essentiellement des années 1740 à 1741 (elle s'achève lors du couronnement de Marie-Thérèse comme reine de Hongrie à Presbourg le 24 juin 1741) alors que la saison 2 traite des années 1742 à 1744 (sa sœur Marie-Anne d'Autriche décède à la fin de la saison 2, on est donc en décembre 1744).
3. L'appartenance de François Étienne de Lorraine à une loge maçonnique et le rôle de « grand maître » que lui attribue le scénario : bien que des sources franc-maçonnes revendiquent le fait qu'il ait été initié en 1731 à la Haye puis à Londres, elles n'ont aucune trace de son activité dans la franc-maçonnerie viennoise[4].
4. La naissance d'un enfant adultérin est fortement contradictoire avec le fait que le couple impérial n'a jamais fait chambre à part, chose exceptionnelle chez les couples royaux de l'époque, et a revendiqué la paternité comme la maternité de ses 16 enfants, nés entre 1737 et 1756, tout comme de la vive douleur de Marie-Thérèse lors de son veuvage après 31 ans de mariage, ce malgré le comportement sans aucun doute moins exemplaire du co-régent[5].

## Distribution
- Marie-Luise Stockinger (VF : Karine Foviau) (épisodes 1 et 2), Stefanie Reinsperger (épisodes 3 et 4), Ursula Strauss (VF : Patricia Piazza) (épisode 5) : Marie-Thérèse d'Autriche
- Vojtěch Kotek : François Ier
- Zuzana Stivínová : Élisabeth-Christine de Brunswick-Wolfenbüttel
- Anna Posch (VF : Clara Soares) (épisodes 1 à 4) puis Alžběta Malá (épisode 5) : Marie-Anne d'Autriche
- Karl Markovics (VF : Vincent Violette) : Eugène de Savoie-Carignan
- Fritz Karl (VF : Pierre Tessier) : Charles VI
- Borek Joura (VF : Jérémy Prévost) : Charles Alexandre de Lorraine
- Jiří Dvořák (en) : Friedrich August de Harrach-Rohrau
- Alexander Bárta : Philip Kinsky  de  Wchinitz and Tettau (en)
- Táňa Pauhofová : Elisa Fritz
- Bálint Adorjáni : Nicholas Esterházy
- Sabina Rojková : Marie-Christine d'Autriche dite "Mimi" dans l'épisode 5
- Tereza Marečková : Josépha de Bavière
  - Marlka Anna Mlčková : Josépha de Bavière à 12 ans
- Frantiska Ondrícková : Marie-Antoinette d'Autriche à 7 ans
- Rosaria Viola Mlčková : Marie-Antoinette d'Autriche à 14 ans

## Réception

### Critique
Dans la presse germanophone
Le journal autrichien Der Standard a écrit que la série marque des points grâce à des acteurs talentueux et aussi grâce à une mise en scène divertissante et à toutes sortes d'idées amusantes. Marie-Luise Stockinger est particulièrement convaincante en tant que future souveraine. Par ailleurs, le film est « un bon divertissement pour les masses », car « ce n'est pas la reproduction exacte des événements historiques, ce sont plutôt les décolletés pigeonnants et les petites frivolités qui forment le fil conducteur de la première partie de Marie-Thérèse. » Enfin, « aussi charmant qu'ait pu être le tournage dans les langues nationales respectives, le doublage ultérieur pour aplanir la confusion des langues est tout aussi difficile - et on peut l'entendre et le voir. »
Selon le quotidien Kurier, « on ne pouvait qu'être positivement surpris par la production. En termes d'impact visuel, elle peut rivaliser avec les grandes productions de télévision internationale, et l'actrice principale a été bien choisie. Cependant, le projet présente également quelques défauts et, par endroits, le film est involontairement comique. »
Le Frankfurter Allgemeine Zeitung, sous la plume d'Heike Hupertz, a considéré la série comme « la réponse autrichienne, tchèque et slovaque à la série The Crown, ainsi qu'à la série Catherine the Great avec Helen Mirren, une réponse exprimée de manière tout aussi opulente, avec un jeu d'acteur de la même esthétique condescendante et majestueuse. ». Toujours selon cette critique, « la ravissante Marie-Luise Stockinger » égalait la jeune reine Élisabeth II de The Crown (Claire Foy), tandis que la brillante et fougueuse Marie-Thérèse des épisodes 3 et 4 incarnée par Stefanie Reinsperger avait moins de points communs avec la reine Élisabeth II plus âgée (Olivia Colman). Stefanie Reinsperger donnait vie à une « icône féministe-maternelle à mi-chemin entre une épouse aimante et un animal politique, qui exerce le pouvoir mais pas la distinction réservée qui l'accompagne. ». Cette interprétation de Marie-Thérèse est davantage le reflet de la Grande Catherine, libre d'esprit, intellectuellement brillante et sans scrupules, telle qu'Helen Mirren l'a incarnée dans la série Catherine the Great.
Dans la presse francophone
Selon Le Figaro, cette « super-coproduction slovaco-tchéco-austro-hongroise dotée de très gros moyens », sans être un chef-d’œuvre, a « le mérite de relater minutieusement quelques grands et petits faits d’une période méconnue de l’histoire de l’Europe, le tout mis en scène avec faste : « tout est coloré, brillant, clinquant même, usant à l’envi de tout ce que l’Europe centrale possède de patrimoine mobilier et architectural ». C’est aussi « un divertissement agréable » qui mêle avec une pointe d’humour et d’intrigues fictives « destin romanesque, intrigues troussées, décors naturels somptueux de palais viennois édifiés dans le plus pur style rocaille, accessoires remarquables, des costumes aux carrosses en passant par les tableaux vivants et les mises en scène éphémères de théâtre ou d’opéra… ».
Pour La Croix, il s’agit d’« une luxueuse coproduction européenne (Autriche, République tchèque, Slovaquie) » servie par de superbes costumes et décors, qui « reconstituent le faste de la cour des Habsbourg au XVIIIe siècle » et « la mise en scène de Robert Dornhelm, classique mais élégante, met en lumière la métamorphose de l’archiduchesse en femme de pouvoir (...) cette mini-fresque historique fait de Marie-Thérèse d’Autriche — interprétée par Marie-Luise Stockinger — un modèle d’émancipation féminine dans l’Europe des Lumières. »

### Audiences
En Autriche, lors de sa première diffusion sur la chaîne ORF le 27 décembre 2017, le premier épisode a été regardé par environ 1,1 million de téléspectateurs, soit une part de marché de 36 %. Le deuxième épisode a été regardé par environ 1,2 million de téléspectateurs, une part de marché de 38 %.
En Tchéquie, la première partie a atteint deux millions de personnes et une part de marché de 42,4 % lors de la première diffusion début janvier 2018, la deuxième partie a atteint 2,16 millions de personnes et une part de marché de 46,8 %.
Lors de sa première diffusion en France, le 28 décembre 2018, en prime time sur Arte, la première partie de Marie-Thérèse d'Autriche avait été suivie par 1,04 million de Français (4,8 % de part d'audience). Elle a depuis été rediffusée une fois. Lors de sa rediffusion du 8 avril 2020, la première saison a réuni 1,06 million de téléspectateurs, soit 4,0 % du public et 1,0 % des FRDA-50.
La diffusion de la saison 2, inédite en France, le jeudi 9 avril 2020 sur ARTE, a attiré 964 000 téléspectateurs, soit 3,6 % du public et 0,9 % des FRDA-50.

## Prix et distinctions
Romy 2018
- Prix de la meilleure jeune actrice pour Marie-Luise Stockinger
- Nomination dans la catégorie Meilleur producteur de téléfilm[16],[17]

Festival de la Rose d'or 2018
- Nomination dans la catégorie Séries limitées & téléfilms [18]

Romy 2020
- Nomination dans la catégorie Meilleur film de fiction télévisée (Tomáš Juříček (de))[19]